# 10426 Charlierouse
10426 Charlierouse (1999 BB27) là một tiểu hành tinh vành đai chính được phát hiện ngày 16 tháng 1 năm 1999 bởi Spacewatch ở Kitt Peak.